# Arctia rueckbeili
Arctia rueckbeili là một loài bướm đêm thuộc phân họ Arctiinae, họ Erebidae.